# Louis Tezza
Louis Tezza (Conegliano, 1er novembre 1841 - Lima, 26 septembre 1923) est un prêtre camillien italien cofondateur des Filles de Saint Camille avec sainte Joséphine Vannini et reconnu bienheureux par l'Église catholique. Il est fêté le 26 septembre. 

## Biographie
Louis Tezza naît le 1er novembre 1841 à Conegliano. À quinze ans, il entre dans l'ordre des Clercs réguliers pour les malades de Vérone et prononce ses vœux religieux le 8 décembre 1858. Il est ordonné prêtre le 21 mai 1864 par Mgr di Canossa, évêque de Vérone. Il est chargé de la direction des jeunes religieux. Après quatre années, une occasion de partir en mission en Afrique se présente à lui, alors que c’est son grand désir depuis longtemps, mais il y renonce par obéissance à ses supérieurs légitimes. Il est alors transféré à Rome comme vice-maître des novices.
Le 10 août 1871, il est envoyé en France où il occupe divers postes à responsabilité, tels que maître des novices, fondateur de la maison de Lille, vice-provincial et supérieur provincial. Le 19 mars 1874, il fonde ce qui deviendra "la maison Saint-Camille", rue du commandant Charcot à Lyon. Le 18 septembre 1889, le chapitre de l'ordre l'élit procureur et vicaire général ; c'est pour cette raison qu'il retourne à Rome. Dans cette ville, il rencontre sainte Joséphine Vannini le 17 décembre 1891. Avec elle, il fonde les Filles de Saint Camille, congrégation religieuse féminine qui est le pendant des camilliens.
Le 3 mai 1900, il reçoit l'ordre de partir pour le Pérou avec pour mission de réformer la communauté camillienne de Lima, détachée de l'ordre en 1832. Pendant 23 ans, il effectue un intense apostolat dans cette ville. Il se consacre aux soins des malades particulièrement des pauvres dans des maisons privées, des hôpitaux, à l'hôpital et dans les prisons, il est confesseur et directeur spirituel de diverses congrégations religieuses, il était consultant à l'Assemblée épiscopale de Lima, conseiller du délégué apostolique (en) Mons Pietro Gasparri, futur secrétaire d'État et nonce apostolique qui lui succédé et les personnes les plus autoritaires l'ont eu comme père spirituel.
Son action discrète mais pleine de compassion et de patience finit par faire de lui un personnage bien connu et aimé. Il meurt paisiblement le 26 septembre 1923, tandis que toute la ville le proclame « apôtre et saint de Lima ». Il est reconnu vénérable le 24 avril 2001 par Jean-Paul IIet béatifié par le même pape le 4 novembre 2001.